# Fernando Ayala
Fernando Ayala est un réalisateur argentin né le 2 juillet 1920 et mort le 11 septembre 1997.

## Filmographie partielle

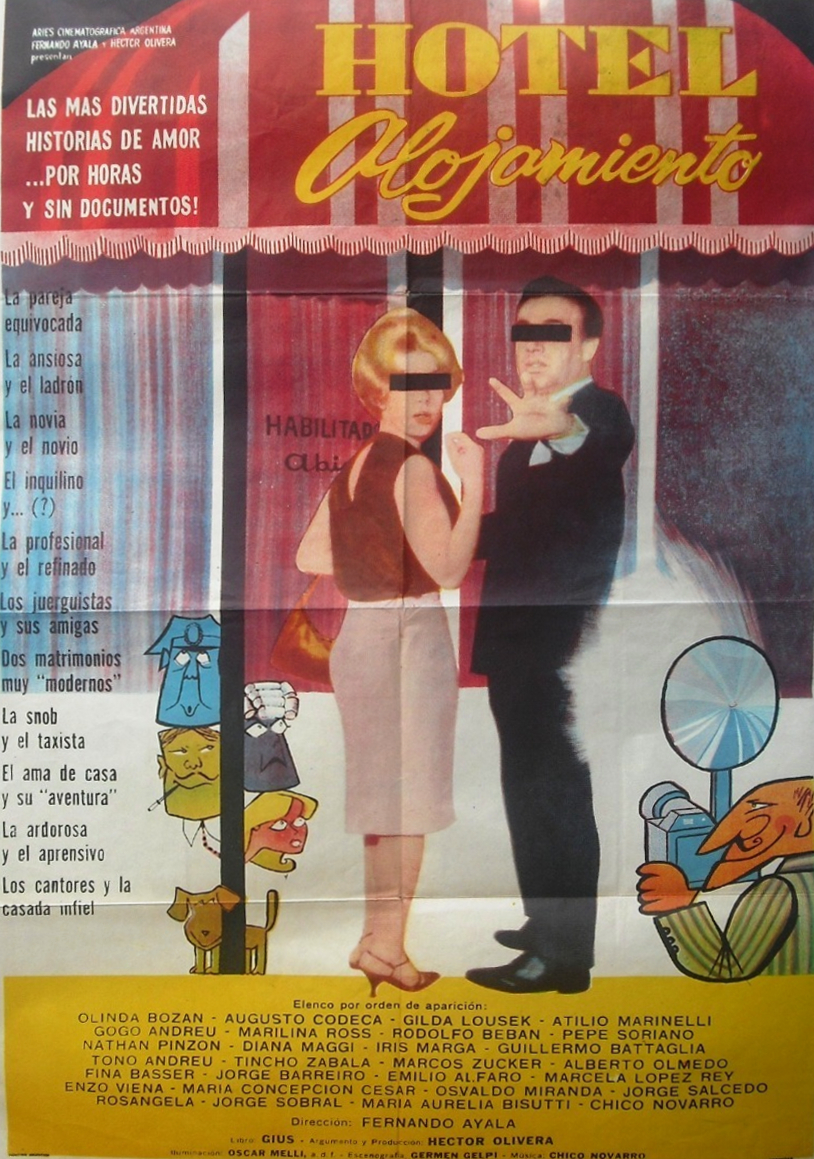
Affiche du film Hotel alojamiento (1966).

- 1955 : Ayer fue primavera (en)
- 1956 : Los tallos amargos
- 1958 : El jefe
- 1963 : Paula cautiva (en)
- 1966 : Moi d'abord (Primero yo)
- 1966 : Hotel alojamiento (en)
- 1971 : La gran ruta (es)
- 1981 : Abierto día y noche
- 1983 : El arreglo
- 1991 : Dios los cría (es)